# Prosthechea neglecta
Prosthechea neglecta är en orkidéart som beskrevs av Franco Pupulin. Prosthechea neglecta ingår i släktet Prosthechea och familjen orkidéer.
Artens utbredningsområde är Costa Rica. Inga underarter finns listade i Catalogue of Life.